# Bambanglipuro
Bambanglipuro ist ein Distrikt (Kecamatan) im Regierungsbezirk (Kabupaten) Bantul der Sonderregion Yogyakarta im Süden der Insel Java. Der Binnen-Kecamatan liegt im südöstlichen Zentrum des Kabupaten und zählte Ende 2021 41.693 Einwohner auf 22,55 km² Fläche. Mit der Verordnung 6/1955 vom 1. August 1955 wurde der Kapanewon „Panggang“ in „Bambanglipuro“ umbenannt. Es existiert eine alternative Schreibweise: Bambbang Lipuro.

## Geographie
Bambanglipuro hat folgende Kecamatan als Nachbarn (Reihenfolge im Uhrzeigersinn):
| Richtung0000 | Name Kec. | Kabupaten | Provinz |
| Norden       | Bantul    | Bantul    | DIY*    |
| Nordosten    | Jetis     | Bantul    | DIY*    |
| Osten        | Pundong   | Bantul    | DIY*    |
| Süden        | Kretek    | Bantul    | DIY*    |
| Westen       | Pandak    | Bantul    | DIY*    |

* D.I.Yogyakarta

## Verwaltungsgliederung
Der Kecamatan (auch Kapanewon genannt) gliedert sich in drei ländliche Dörfer (Desa, auch Kalurahan genannt):
| PUM-Code 1    | Desa               | Fläche (km²) | Bevölkerung zur Volkszählung 2 | Bevölkerung zur Volkszählung 2 | Bevölkerung zur Volkszählung 2 | Bevölkerung zur Volkszählung 2 | Bevölkerung zur Volkszählung 2 | Bevölkerung zur Volkszählung 2 | Padu- kuhan 4 | RT 5 |
| PUM-Code 1    | Desa               | Fläche (km²) | 002000                         | 002010                         | Männer                         | Frauen                         | 002020                         | Dichte 3                       | Padu- kuhan 4 | RT 5 |
| ------------- | ------------------ | ------------ | ------------------------------ | ------------------------------ | ------------------------------ | ------------------------------ | ------------------------------ | ------------------------------ | ------------- | ---- |
| 34.02.05.2001 | Sidomulyo          | 8,05         | 11.167                         | 12.318                         | 6.691                          | 6.848                          | 13.539                         | 1.681,9                        | 15            | 100  |
| 34.02.05.2002 | Mulyodadi          | 6,45         | 10.185                         | 10.621                         | 5.665                          | 5.829                          | 11.494                         | 1.782,0                        | 14            | 84   |
| 34.02.05.2003 | Sumbermulyo        | 8,19         | 13.813                         | 14.391                         | 7.816                          | 7.950                          | 15.766                         | 1.925,0                        | 16            | 115  |
| 34.02.05      | Kec. Bambanglipuro | 22,69        | 35.165                         | 37.330                         | 20.172                         | 20.627                         | 40.799                         | 1.798,1                        | 45            | 299  |

## Demographie
Grobeinteilung der Bevölkerung nach Altersgruppen (zum Zensus 2020)
| Altersgruppen | 00Männer | 00Frauen | zusammen |
| ------------- | -------- | -------- | -------- |
| 0 – 14        | 4.165    | 3.952    | 8.117    |
| 15 – 64       | 13.915   | 14.022   | 27.937   |
| 65+           | 2.092    | 2.653    | 4.745    |
| gesamt        | 20.172   | 20.627   | 40.799   |
| anteilig (%)  |          |          |          |
| 0 – 14        | 20,65    | 19,16    | 19,90    |
| 15 – 64       | 68,98    | 67,98    | 68,47    |
| 65+           | 10,37    | 12,86    | 11,63    |

### Bevölkerungsentwicklung
In den Ergebnissen der sieben Volkszählungen seit 1961 ist folgende Entwicklung ersichtlich:
| Einheit/Jahr        | 1961         | 1971         | 1980         | 1990         | 2000         | 2010         | 2020         |
| ------------------- | ------------ | ------------ | ------------ | ------------ | ------------ | ------------ | ------------ |
| Kec. Bambang Lipuro | 30.112       | 34.303       | 35.065       | 34.699       | 35.165       | 37.330       | 40.799       |
| Anteil in %         | 6,03         | 6,03         | 5,53         | 4,98         | 4,50         | 4,10         | 4,14         |
| Kab. Bantul         | 499.163      | 568.627      | 634.442      | 696.905      | 781.013      | 911.503      | 985.770      |
| Sonderregion DIY    | 00 2.231.062 | 00 2.487.177 | 00 2.750.025 | 00 2.912.611 | 00 3.120.478 | 00 3.457.491 | 00 3.66.8719 |